# Acromycter atlanticus
Acromycter atlanticus és una espècie de peix pertanyent a la família dels còngrids.

## Descripció
- Pot arribar a fer 29,5 cm de llargària màxima.[5][6]

## Hàbitat
És un peix marí i batidemersal que viu entre 503 i 640 m de fondària.

## Distribució geogràfica
Es troba a l'Atlàntic occidental central: Nicaragua, Puerto Rico i els Estats Units.

## Observacions
És inofensiu per als humans.